# Joachim Brügge
Joachim Brügge (* 1958 in Kiel) ist ein deutscher Musikwissenschaftler und Komponist.

## Leben
Nach seinem Studium der Musiktheorie an der Musikhochschule Lübeck (Diplom 1985) studierte Brügge Historische und Systematische Musikwissenschaft/Musikethnologie und Ethnologie an der Georg-August-Universität Göttingen und beendete sein Studium 1993 mit der Dissertation Zum Personalstil Wolfgang Amadeus Mozarts bei Martin Staehelin. 2002 wurde er an der Universität Mozarteum Salzburg im Fach Historische Musikwissenschaft mit der Schrift Wolfgang Rihms Streichquartette Aspekte zu Analyse, Ästhetik und Gattungstheorie des modernen Streichquartetts habilitiert.
Von 1994 bis 2023 arbeitete er an der Universität Mozarteum Salzburg, zuerst an der Abteilung 1 für Komposition/Dirigieren und Musiktheorie sowie nach seiner Habilitation an der Abteilung 9, Musikwissenschaft.
Seit 2003 arbeitet er zusammen mit Peter Kuon und Sabine Coelsch-Foisner an der Entwicklung des Schwerpunktes Wissenschaft und Kunst, der die Zusammenarbeit der Universität Mozarteum Salzburg mit der Paris-Lodron-Universität Salzburg in der Lehre, wissenschaftlich-künstlerischen Projekten sowie Publikationen zum Inhalt hat.
2006 gründete er gemeinsam mit Wolfgang Gratzer und Thomas Hochradner das Institut für Musikalische Rezeptions- und Interpretationsgeschichte an der Universität Mozarteum Salzburg.
Mit Thomas Bodmer und Hildemar Holl wurden von 2002 an zahlreiche Projekte zu Leben und Werk von Stefan Zweig realisiert, die u. a. 2008 zur Gründung des Zweig Centres in Salzburg führten.

## Forschungsschwerpunkte
Die Neuere Musikgeschichte des 18.–20. Jahrhunderts steht im Zentrum der musikwissenschaftlichen Arbeiten Joachim Brügges, mit den folgenden Schwerpunkten:
- Wiener Klassik (W.A. Mozart),
- Instrumentalmusik des 19. Jahrhunderts,
- Neue Musik nach 1975 (u. a. Rihm),
- Theorie der Sonatensatzformen,
- wissenschaftstheoretische Fragestellungen zum musikwissenschaftlichen Methodendiskurs (Analyse und Rezeption, Möglichkeiten und Grenzen von Kontextualismus, kritisches Hinterfragen von Modethemen wie Intertextualität u. a.),
- Amerikanische Musik (auch Popularmusik der 70er Jahre, Amerikanisches Musiktheater),
- Musik und Schach,
- Musik und Kanon.

## Lehrtätigkeiten
Die Lehrtätigkeiten umfassen musikhistorische Themen (Geschichte der Klaviermusik, Geschichte der Kammermusik, Geschichte der Musiktheorie, Liedanalyse, Musikgeschichte im Überblick) sowie ausgesuchte Themen (Musiksoziologie, Filmmusik u. a.).

## Beiträge zur Universitätsentwicklung
Die Universität Mozarteum Salzburg hatte Ende der 1990er Jahre große Aufgaben zu bewältigen, wie die Schließung und des Umbaues des Haupthauses am Mirabellplatz 1998, der Umsetzung diverser Sparprogramme mit der Kürzung der Studienpläne oder der Bewältigung des Mozartjahres 2006. In folgenden Arbeitsgruppen hat Joachim Brügge mitgearbeitet (Auswahl):
- 1999–2002: Mitarbeit in zahlreichen Arbeitsgruppen zur Neufassung der Studienpläne
- seit WS 2003: Beauftragter für die Kooperation mit der Paris-Lodron-Universität;
- ab 2009–2012: Vorsitzender der Curricula-Kommission „Wissenschaft und Kunst“ der Universität Mozarteum Salzburg,
- von Oktober 2002 bis Oktober 2004: Institutsvorstand des Instituts 14,
- 2007–2009: Arbeitsgruppe „Künstlerische Magisterarbeit“,
- 2003–2010: mit Peter Kuon, Leitung des Schwerpunktes „Wissenschaft und Kunst“, von 2010 bis 2014 mit Peter Kuon Programmleitung: Wissenschaft und Kunst: Arts & Humanities.
- 2011–2023: Leitung des Instituts Musikalische Rezeptions- und Interpretationsgeschichte der Universität Mozarteum Salzburg.

## Publikationen
Joachim Brügge verfasste zahlreiche Aufsätze und Artikel zur Musikgeschichte des 18. bis 20. Jahrhunderts. Die vorliegende Auswahl listet die Buchpublikationen auf:
Als Autor
- Mozart-Perspektiven. Plädoyer für eine empirische Repertoireforschung. (= Rombach Wissenschaft * Reihe klang-reden. Bd. 25). Nomos, Baden-Baden 2021, ISBN 978-3-96821-792-5.
- Intertextualität und Rezeptionsgeschichte? W.A. Mozart, Divertimento in Es-Dur KV 563. (= klang-reden. Bd. 12). Freiburg i.Br. 2014, ISBN 978-3-7930-9743-3.
- Jean Sibelius: Symphonie und Symphonische Dichtung. (= Beck. Studienführer: Wissen). München 2009, ISBN 978-3-406-58247-9.
- Wolfgang Rihms Streichquartette. Aspekte zu Analyse, Ästhetik und Gattungstheorie des modernen Streichquartetts. Saarbrücken 2004, ISBN 3-89727-261-X. (Habilitationsschrift. Salzburg 2001)
- Zum Personalstil W. A. Mozarts. Untersuchungen zu Modell und Typus, am Beispiel der „Kleinen Nachtmusik“, KV 525. (= Taschenbücher zur Musikwissenschaft. Bd. 121). Wilhelmshaven 1996, ISBN 3-7959-0685-7. (Dissertation)

Als Herausgeber
- mit Claus Bockmaier: Kanon im Repertoire und in der musikalischen Praxis. Essays und Interviews. (= Musikwissenschaftliche Schriften der Hochschule für Musik und Theater München. Bd. 20). Allitera, München 2023, ISBN 978-3-96233-405-5.
- mit Hans Gruber: Schach als Sujet in den Künsten und der Wissenschaft. (= klang-reden. Schriften zur Musikalischen Rezeptions- und Interpretationsgeschichte. Bd. 27). Rombach Wissenschaft, Baden-Baden 2022, ISBN 978-3-96821-836-6.
- Über András Schiff und die „Goldberg-Variationen“. (= klang-reden. Schriften zur Musikalischen Rezeptions- und Interpretationsgeschichte. Bd. 24). Rombach Wissenschaft, Baden-Baden 2020, ISBN 978-3-96821-012-4.
- „Kosmisches Arkadien“ und „Wienerische Schlampigkeit“. Johann Strauss (Sohn), An der schönen blauen Donau, op. 314 – Studien zur Rezeptions- und Interpretationsgeschichte. (= klang-reden. Schriften zur Musikalischen Rezeptions- und Interpretationsgeschichte. Bd. 21). Rombach, Freiburg i. Br. 2018, ISBN 978-3-7930-9909-3.
- Sowohl Mozart als auch ... . Salzburger Jubiläumstagung der Rezeptions- und Interpretationsforschung (2016). (= klang-reden. Schriften zur Musikalischen Rezeptions- und Interpretationsgeschichte. Bd. 18). Rombach, Freiburg i. Br. 2017, ISBN 978-3-7930-9900-0.
- Zwischen ›Cultural Heritage‹ und Konzertführer. W.A. Mozart, Eine Kleine Nachtmusik in den Medien. (= klang-reden. Bd. 15). Rombach, Freiburg i. Br. 2016, ISBN 978-3-7930-9838-6.
- mit Sabine Coelsch-Foisner: My Fair Lady. Eine transdisziplinäre Einführung. Universitätsverlag Winter, Heidelberg 2015, ISBN 978-3-8253-6519-6.
- Zur Interpretation von W.A. Mozarts Kammermusik. (= klang-reden. Bd. 14). Rombach, Freiburg i. Br. 2015, ISBN 978-3-7930-9796-9.
- Facetten I: Symposien zur Kammermusik von Jean Sibelius, zum Liederkomponisten Max Kowalski und zur Liszt-Rezeption. (= Musikwissenschaftliche Schriften der Hochschule für Musik und Theater München. Bd. 6). Schneider, Tutzing 2014, ISBN 978-3-86296-074-3.
- mit Nils Grosch: Singin´ in the Rain. Kulturgeschichte eines Hollywood-Musical-Klassikers. (= Populäre Kultur und Musik. Bd. 14). Waxmann, Münster u. a. 2014, ISBN 978-3-8309-3009-9.
- mit Ulrich Leisinger: Aspekte der Haydn-Rezeption. (= klang-reden. Bd. 6). Rombach, Freiburg i. Br. 2011, ISBN 978-3-7930-9657-3.
- Coverstrategien in der Popularmusik nach 1960. (= klang-reden. Bd. 11). Rombach, Freiburg i. Br. 2013, ISBN 978-3-7930-9742-6.
- Das Buch als Eingang zur Welt. (= Schriftenreihe des Stefan Zweig Centre Salzburg. Band 1). Würzburg 2008, ISBN 978-3-8260-3983-6.
- mit Wolfgang Gratzer und Thomas Hochradner: Mozarts letzte Sinfonien. Stationen ihrer Interpretationsgeschichte. (= klang-reden. Bd. 1). Rombach, Freiburg i. Br. 2008, ISBN 978-3-7930-9518-7.
- mit Ulrike Kammerhofer-Aggermann: Kulturstereotype und Unbekannte Kulturlandschaften am Beispiel von Amerika und Europa. (= Wort und Musik. Salzburger akademische Beiträge. Bd. 66). Salzburg 2007, ISBN 978-3-901681-09-7.
- mit Gerhard Ammerer: Mozart interdisziplinär. Beiträge aus den Salzburger Ringvorlesungen zum „Mozart-Jahr“ 2006. (= Wort und Musik. Salzburger akademische Beiträge. Bd. 64). Salzburg 2007, ISBN 978-3-902537-06-5.
- mit Wolfgang Gratzer und Otto Neumaier: Bildmusik. Gerhard Rühm und die Kunst der Gegenwart. Saarbrücken 2007, ISBN 978-3-89727-335-1.
- mit Claudia M. Knispel: Mozarts Orchesterwerke und Konzerte. (= Das Mozart-Handbuch. Bd. 1). Laaber 2007, ISBN 978-3-89007-461-0.
- mit Gernot Gruber: Mozart Lexikon. (= Das Mozart-Handbuch. Bd. 6). Laaber 2005, ISBN 3-89007-466-9.
- mit Franz Födermayr, Wolfgang Gratzer, Thomas Hochradner und Siegfried Mauser: Musikgeschichte als Verstehensgeschichte. Festschrift Gernot Gruber. Tutzing 2004, ISBN 3-7952-1173-5.
- mit Siegfried Mauser (redaktionelle Arbeiten): Wolfgang Rihm. (= Musik-Konzepte. Sonderband 2004). ISBN 3-88377-782-X.

## Mitgliedschaften und Auszeichnungen
- Seit 2019 Mitglied der Akademie für Mozartforschung der Stiftung Mozarteum
- Internationaler Hauptpreis für Wissenschaft und Forschung 2018, Kulturfond der Stadt Salzburg.[1]
- Joachim Brügge ist seit 2000 Mitglied der Internationalen Stefan Zweig Gesellschaft Salzburg (ISZG) und seit 2015 Ehrenmitglied der holländischen Stefan Zweig-Gesellschaft: Stefan Zweig Genootschap Nederland.

## Musikalische Werke
Music For Strings
- MDG 924 1856-6, Musikproduktion Dabringhaus und Grimm, Juni 2014, Interpreten: Salzburg Chamber Soloists

American Classics
- Gramola 99342, Producer: Richard Winter 2024, Interpreten: Veronika Loy, Tamara Ivanis, Paula Kranjc, Michael Kofler, Thomas Oberleitner u. a.

In The Spirit of Freedom
- Gramola 99352, Producer: Richard Winter 2025, Interpreten: bayerische kammerphilharmonie, Alexander Drčar, Monja Heuler, Thomas Oberleitner